# Патровка
Патровка — село в Алексеевском районе Самарской области России. Входит в состав сельского поселения Гавриловка.

## География
Расположено при автодороге 36Н-003, на реке Съезжая, в 5 км к северу от центра сельского поселения поселка Гавриловка.

## Население
| 1986 | 2002 | 2010 | 2014 | 2015 |
| ---- | ---- | ---- | ---- | ---- |
| 726  | ↘677 | ↘592 | ↗602 | ↗616 |

Национальный состав
Согласно результатам переписи 2002 года, в национальной структуре населения русские составляли 96 % от жителей.

## Известные уроженцы, жители
- В селе родился, учился, трудился комбайнёром и скончался Ячевский, Алексей Иванович (1912—1987), Герой Социалистического Труда (1958).
- Попов, Владимир Иванович (министр) (1931—2016) — советский партийный и государственный деятель.

## Инфраструктура
Личное подсобное хозяйство с зоной сельскохозяйственного использования, индивидуальная застройка усадебного типа.
Основа экономики — сельское хозяйство. Действовал колхоз «Луч Ильича».
Фельдшерско-акушерский пункт, Патровская школа.

## Достопримечательности
Памятник Воинам, павшим в годы Великой Отечественной войны, находится в центре села.

## Транспорт
Остановка общественного транспорта «Патровка» при въезде в село.